# خوانما أسيفيدو
خوانما أسيفيدو (بالإسبانية: Juanma Acevedo)‏ (24 مارس 1992 بسان فيسينتي ديل راسبايج في إسبانيا - ) هو لاعب كرة قدم إسباني في مركز الوسط. لعب مع نادي إيركوليس وElche CF Ilicitano ‏ وخوفا اسبانيول ونادي إيركوليس ب ‏ وHuércal-Overa CF ‏.

## روابط خارجية
- خوانما أسيفيدو على موقع قاعدة بيانات كرة القدم.إي يو (الإنجليزية)
- خوانما أسيفيدو على موقع Soccerway.com (الإنجليزية)